# Cheez Whiz

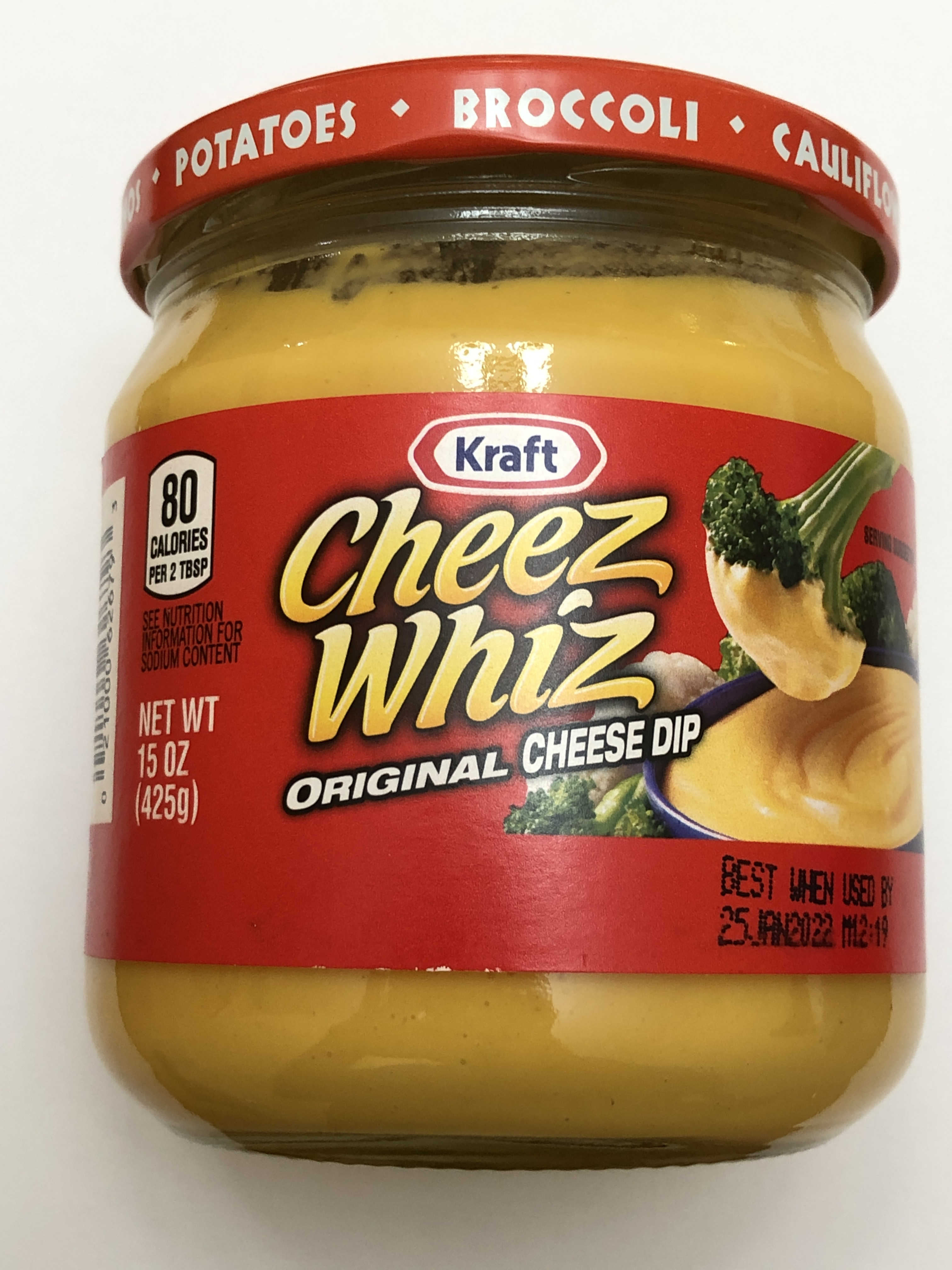
Un pot de Cheez Whiz commercialisé aux États-Unis.

Cheez Whiz est un produit à base de fromage fondu à tartiner de Kraft Foods Group que l'on trouve principalement en Amérique du Nord. Le produit est commercialisé depuis 1952.
Fabriqué à base de cheddar, il se présente sous la forme d'une pâte de couleur jaune et est conditionné dans des pots en verre de 250, 450, 500 et 900 grammes. Il peut se tartiner ou servir d'accompagnement pour des viandes ou légumes.
Il est notamment utilisé dans la préparation du pain sandwich, ou du cheesesteak.

## Discussion sur la présence de fromage dans le produit
Dans les pays nord-américains, on conteste parfois le fait que le produit est vraiment fait avec du fromage.
Des experts indiquant même que  « le produit est plutôt une fabrication à partir de protéines de lait et de substances modifiées de lait. Il est difficile de valider les informations sur la liste d’ingrédients, mais certains estiment que le Cheez Whiz produit au Canada contiendrait 25% de fromage, tandis que celui produit aux États-Unis n’en contiendrait pas du tout »